# Marjorie Cox Crawford
Marjorie Cox Crawford, född 1903, död 1983,  var en australisk tennisspelare som hade störst framgångar under 1930-talets första år. Hon var gift med tennisspelaren Jack Crawford.
Bland Marjorie Crawfords meriter kan nämnas att hon nioårsperioden 1925-33 deltog i damsingelklassen i Australiska mästerskapen samtliga år och nådde kvartsfinal eller längre vid sju tillfällen. År 1931 nådde hon ända till finalen, som hon förlorade mot landsmaninnan Coral Buttsworth (6-1, 3-6, 4-6).
År 1926 nådde hon första gången finalen i dubbel tillsammans med Daphne Akhurst. Sin andra dubbelfinal spelade hon 1930, då tillsammans med Sylvia Lance Harper, men först i 1932 års mästerskap vann hon titeln, den gången tillsammans med Buttsworth. 
Tillsammans med sin make, flerfaldig Grand Slam-vinnare, nådde hon finalen i mixed dubbel fem gånger i följd (1929-1933). Paret vann titeln periodens sista tre år. 

## Grand Slam-titlar
- Australiska mästerskapen
  - Dubbel - 1932
  - Mixed dubbel - 1931, 1932, 1933